# Iwin (stacja kolejowa)
Iwin – stacja kolejowa w Iwinie, w województwie zachodniopomorskim, w powiecie szczecineckim, w gminie Grzmiąca. Według klasyfikacji PKP ma kategorię dworca lokalnego. Przez stację przebiega jednotorowa zelektryfikowana linia kolejowa Szczecinek - Białogard - Kołobrzeg. Na stacji zatrzymują się wyłącznie pociągi osobowe.

## Ruch pasażerski
| Rok  | Wymiana pasażerska na dobę |
| ---- | -------------------------- |
| 2017 | 20-49                      |
| 2022 | 20-49                      |